# Gilberto Moraes Júnior
Gilberto Moraes Júnior (Campinas, 7 maart 1993) is een Braziliaans voetballer die bij voorkeur als rechtsback speelt. Hij tekende in 2015 bij ACF Fiorentina.

## Clubcarrière
Gilberto is afkomstig uit de jeugdopleiding van Botafogo. Op 6 september 2012 debuteerde hij in de Braziliaanse Série A tegen Cruzeiro EC. In 2014 werd de middenvelder uitgeleend aan SC Internacional, waar hij veertien competitieduels speelde. In januari 2015 keerde hij terug bij Botafogo, dat inmiddels naar de Série B gedegradeerd was. In juli 2015 werd Gilberto voor twee miljoen euro verkocht aan ACF Fiorentina, dat hem voor vijf seizoenen contracteerde.